# الکساندر گلازونف
الکساندر کنستانتینوویچ گلازونُف(به روسی: Александр Константинович Глазунов) آهنگساز روس در ۱۰ اوت ۱۸۶۵ در سن پترزبورگ بدنیا آمد و در ۲۱ مارس ۱۹۳۶ در نوی-سور-سن Neuilly-sur-Seine فرانسه درگذشت.

## زندگی
الکساندر کنستانتینُویچ گلازونُف، آهنگساز، معلم موسیقی و رهبر ارکستر روس در دهم اوت سال ۱۸۶۵ در شهر سن‌پترزبورگ به دنیا آمد. او که یکی از آهنگسازان مهم نسل پس از چایکوفسکی به‌شمار می‌رود، در ۹ سالگی نواختن پیانو را آغاز کرد و از ۱۱ سالگی یا به روایتی دیگر ۱۳ سالگی شروع به آهنگسازی کرد. «میلی بالاکیریِف» استعداد او را کشف و به «کُرساکُف» معرفی کرد. گلازونُف در ۱۵ سالگی به نزد ریمسکی کُرساکُف رفت و به صورت خصوصی آموزش دید. او در این مدت پیشرفت شگرفی از خود به نمایش گذاشت تا آنجا که نخستین سمفونی اش را در ۱۶ سالگی به پایان رساند.
در سال ۱۸۸۴ به همراه تاجری ثروتمند به وایمار آلمان رفت و درآنجا با «فرانتز لیست» ملاقات کرد. با اینکه تأثیر فراوانی از «لیست» و «واگنر» پذیرفت به سبکی شخصی دست یافت و آثار بسیاری در غالب سمفونی، باله، و کنسرتو برای سازهای مختلف ساخت. گلازُنُف اولین رهبری‌اش را در ۱۸۸۸ انجام داد. در سال ۱۸۹۶ به سِمت رهبری کنسرت سمفونی‌های روسیه برگزیده شد و موفق‌ترین آثارش را در دههٔ ۱۸۹۰ تصنیف کرد: شامل سمفونی‌های شمارهٔ چهار، پنج و شش و بالهٔ رِیموندا. با اینکه طرفدار انقلاب روسیه نبود تا ۱۹۲۸ در روسیه ماند و پس از آن به پاریس رفت و تا زمان مرگش در سال ۱۹۳۸ در آن‌جا ماند. به عنوان یک سمفونی‌نویس شهرت جهانی پیدا کرد و از فرانسه و انگلیس دعوتنامه‌هایی برایش رسید.
گلازونُف در بین سالهای ۱۹۰۵ تا ۱۹۲۵ ریاست کنسرواتوار سن‌پترزبورگ را برعهده داشت و تا انقلاب بلشویکی در سازماندهیِ دوبارهٔ این مؤسسه به نام‌های کنسرواتوار پتروگراد و پس از آن کنسرواتوار لنینگراد نقش اساسی داشت. در سال ۱۹۲۸ اتحادیه جماهیر شوروی را ترک گفت و دیگر هیچ‌گاه بازنگشت. با این حال تا سال ۱۹۳۰ ریاست کنسرواتوار را بر عهده داشت و یکی از بهترین شاگردان این مؤسسه در دورهٔ ریاست او «دیمیتری شووستاکویچ» بود، کسی که به یکی از غولهای موسیقی سدهٔ بیستم بدل شد.
اهمیت گلازونف در آشتی دادنِ ملی‌گراییِ موسیقیِ روسی با شیوهٔ جهانی است. با آن‌که از جانشینان بی‌واسطهٔ ناسیونالیسمِ «بالاکیریِف» بود اما بیشتر، متمایل به شکوهِ حماسیِ آثار «بورودین» بود و در کنار اینها تأثیراتی از دیگران را هم در خود داشت: قدرت ارکستراسیون کُرساکُف، تغزل چایکوفسکی و مهارت کنترپوانیک سرگئی تانیِف. به خاطر استادی در فرم و بهره‌گیری هنرمندانهٔ کنترپوآن او را رمانتیک-کلاسیک می‌خوانند و از این رو با «یوهانس برامس» قیاسش می‌کنند. افشره‌ای از موسیقی او را در کنسرتو ویولن لا مینورِ او که ملودی غنی دارد و پتانسیل بیانگریِ ویولن را به خوبی بالفعل کرده می‌توان شنید.
وی با کمک دوست و معلم خود ریمسکی کورساکف برخی از آثار الکساندر بُرُدین را (شامل سمفونی شماره سه و اپرای پرنس ایگور) کامل کرد. گفته می‌شود که او حافظهٔ موسیقایی بسیار قوی داشت و اورتوری از بُرُدین را تنها با یک بار شنیدن بازسازی کرد. در واقع داستان‌های بسیاری از قدرت حافظهٔ شنیداری او نقل شده‌است که در کتاب گواهی(Testimony) نوشتهٔ موسیقی‌شناس روس «سُلُمُن وُلکُف» آمده‌است. منتقدان آثارش را فرمال و آکادمیک می‌خوانند به این دلیل که همانند هم‌عصران خودش به تنوع گرایی مدرنیست‌ها روی نیاورد و زبان ویژهٔ آهنگسازان سده نوزدهم را پی گرفت.
بسیاری از منتقدان ضعف او را همین گرایش به آکادمی که گاه بر قدرت خلاقیت هنری‌اش چیره می‌شد و نیز تنوع گرایی سبکی که باعث می‌شد نتوان مُهر اصالت به آثارش زد، می‌دانند. نکتهٔ جالب اینکه کُرساکُف شاگرد برجستهٔ دیگری هم داشت که در مقایسه با محافظه‌کاری گلازُنُف نقطهٔ مقابل او بود: «ایگور استراوینسکی». معروف است که وقتی پروکفیِف یکی از آثارش را در سن‌پترزبورگ اجرا می‌کرد، در حین اجرا گلازُنف گوش‌های خود را با دست پوشاند و سریع سالن را ترک کرد تا خود را از یورش آن موسیقی و شاید یورش قرنِ پیشِ رو مصون دارد! مرگ، گلازُنف را در نزدیکی پاریس در ۲۱ مارس ۱۹۳۶ هنگامی که او ۷۰ ساله بود غافلگیر کرد. خیلی‌ها او و آثارش را در ارتباط با گذشته می‌دیدند و نه آینده و به همین دلیل این‌گونه می‌اندیشیدند که او سال‌هاست که مرده‌است.

## برخی از آثار
- ۸ سمفونی
- باله رِیموندا
- کنسرتو پیانو
- ۲ کنسرتو پیانو
- کنسرتو برای ساکسفون آلتو
- ۷ چهارنوازی برای سازهای زهی
- فهرست آثار

## شنیدن آثار
- deezer
- youtube